# Torneo de La Bisbal del Ampurdán 2024
El Torneig Internacional de Tennis Femení Solgironès 2024 fue un torneo de tenis profesional jugado en canchas de tierra batida al aire libre. Se trató de la 8.ª edición del torneo que formó parte de los Torneos WTA 125s en 2024. Se llevó a cabo en La Bisbal del Ampurdán, España, entre el 1 al 7 de abril de 2024.

## Cabezas de serie

### Individuales
| Tenista             | Ranking | Preclasificada |
| Greet Minnen        | 70      | 1              |
| Océane Dodin        | 77      | 2              |
| Zhuoxuan Bai        | 85      | 3              |
| Harriet Dart        | 88      | 4              |
| Rebeka Masarova     | 91      | 5              |
| María Lourdes Carlé | 101     | 6              |
| Marina Bassols      | 105     | 7              |
| Darja Semeņistaja   | 108     | 8              |

- Ranking del 25 de marzo de 2024.

### Dobles
| Tenista                               | Ranking | Preclasificada |
| Lidziya Marozava Kimberley Zimmermann | 146     | 1              |
| Angelica Moratelli Camilla Rosatello  | 164     | 2              |

## Campeonas

### Individuales femeninos
María Lourdes Carlé venció a  Rebeka Masarova por 3–6, 6–1, 6–2

### Dobles femenino
Miriam Kolodziejová /  Anna Sisková vencieron a  Tímea Babos /  Dalma Gálfi por w/o